# Hypospadie
Die Hypospadie (Hypospadia penis) ist eine angeborene Entwicklungsstörung der Harnröhre (Urethra) des Mannes. Dabei ist die Mündung der Harnröhre (Meatus urethrae externus) weiter ventral/proximal (d. h. auf der Unterseite) gelegen als beim Gesunden. Oft tritt die Hypospadie in Verbindung mit einer Krümmung des Penisschaftes (Chorda), einer Meatusstenose (Verengung der äußeren Harnröhrenmündung), einem gespaltenen Präputium (lange Vorhaut auf der einen Seite, Fehlen der Vorhaut auf der anderen Seite) oder einem Hodenhochstand (Maldescensus testis) auf.

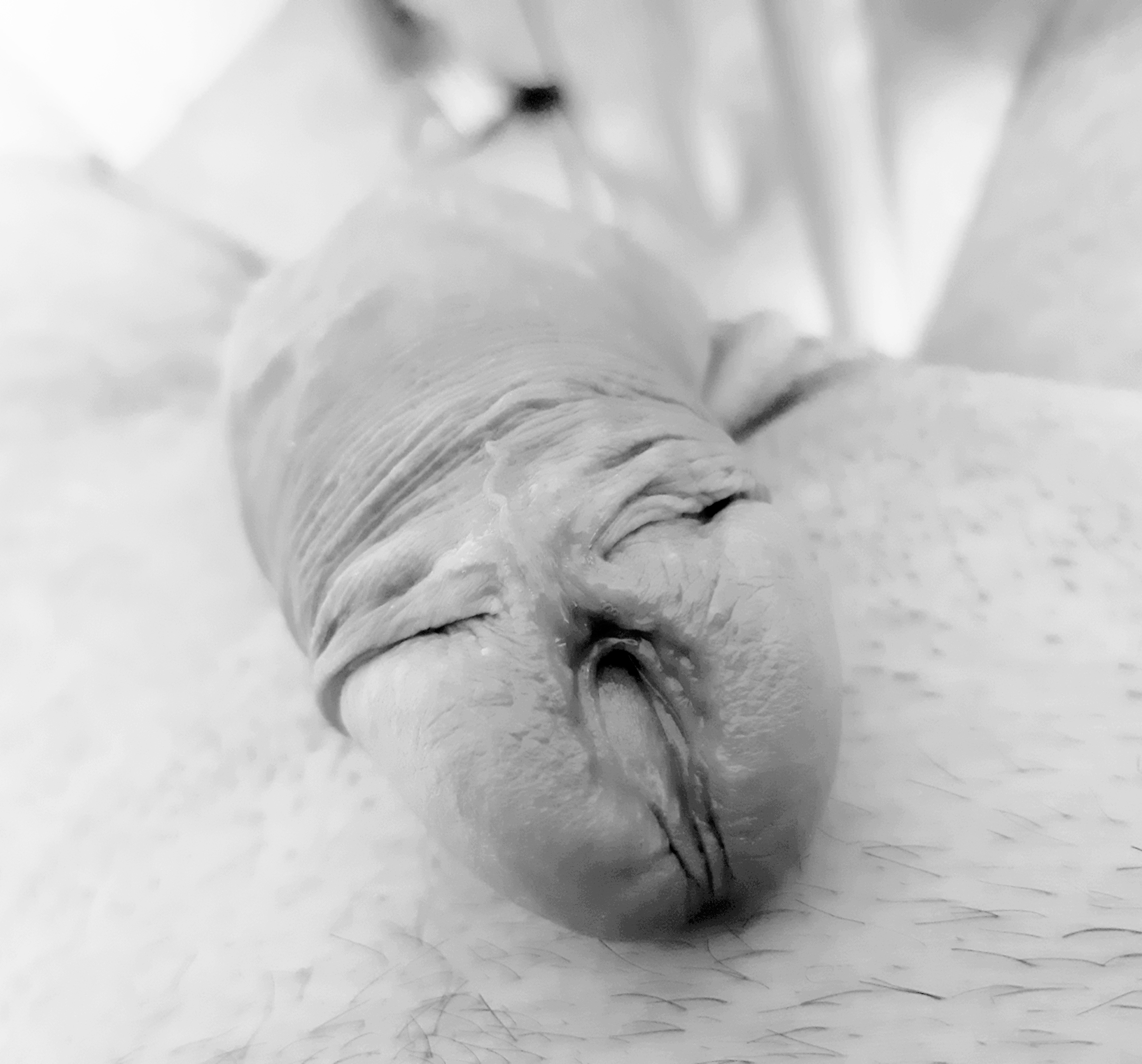
Urethrale Öffnung der Harnröhre innerhalb der Eichel mit sichtbarem Frenulum (MIP Form)

Das Gegenteil, die Mündung der Harnröhre auf der Oberseite des Penis, wird als Epispadie bezeichnet.

## Krankheitsbild

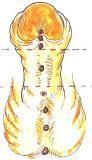
Schema: Lage der Harnröhrenöffnung bei der Hypospadie

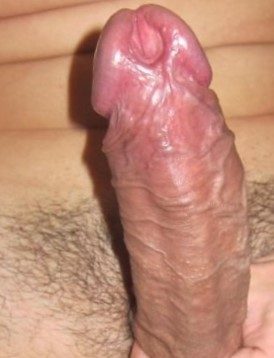
Glanduläre Hypospadie bei erigiertem Penis (Normvariante)

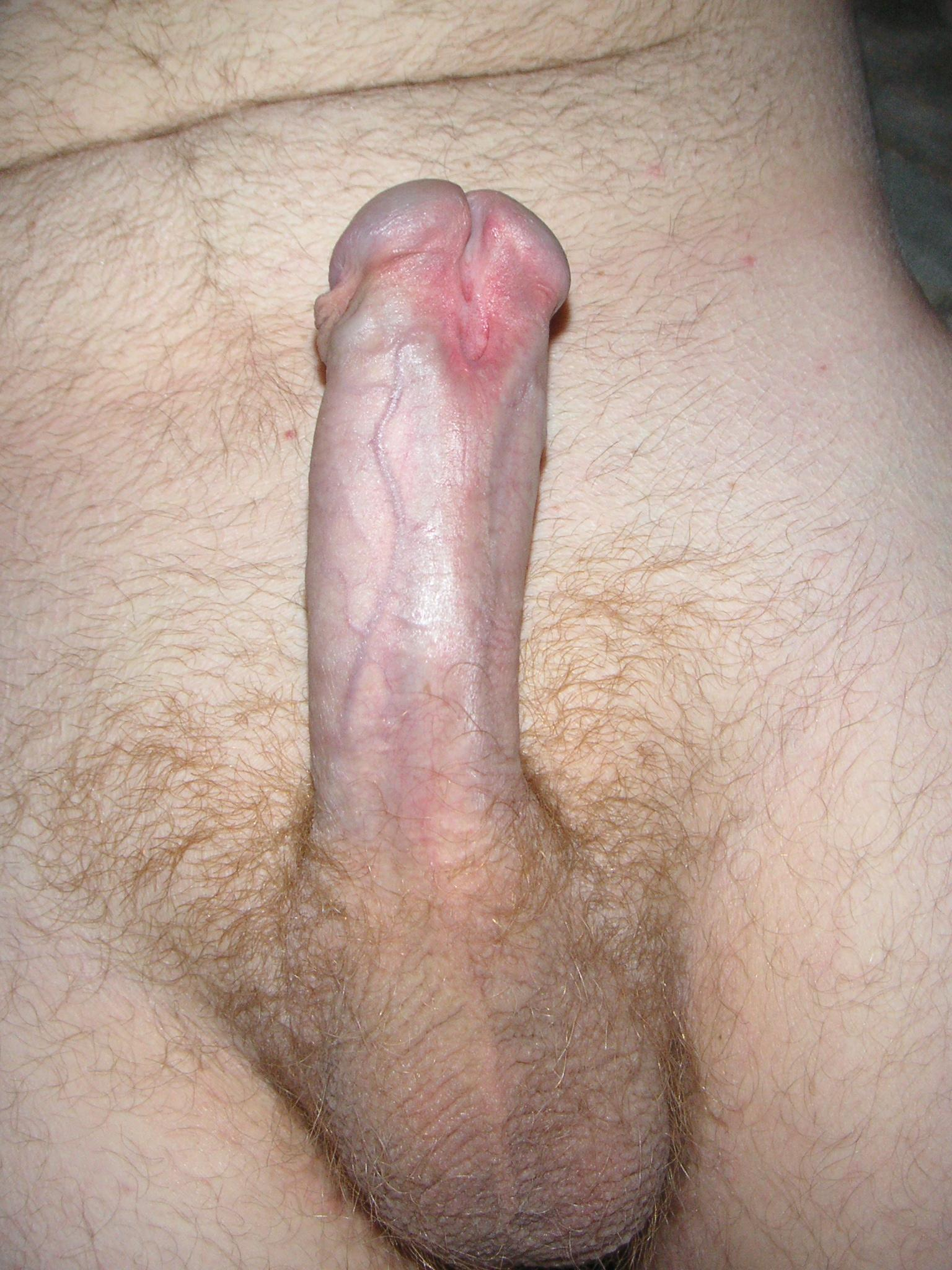
Deutlich erkennbare Hypospadie (die Harnröhre endet hier als bis in den Bereich des Penisschaftes reichende schlitzförmige Öffnung)

Die Harnröhrenöffnung endet beim Mann je nach Ausprägung von der Unterseite der Eichel bis hinunter zum Damm. Die Miktion (Harnentleerung) beim Jungen im Stehen wird erschwert, da der Urinstrahl nach hinten bzw. unten verläuft („Urinieren typischerweise im Sitzen“). Beim Mädchen hingegen spricht man von einer Hypospadie, wenn die Harnröhre nicht im Vestibulum, sondern innen an der Vaginalwand endet, so dass bei der Miktion der Urin dann aus der Vagina abfließt.
Krankheitswert
Der Krankheitswert ist stark von der Ausprägung der Hypospadie und begleitenden Faktoren wie einer Krümmung des Penisschaftes (Chorda), einer Meatusstenose (Verengung der äußeren Harnröhrenmündung), einem gespaltenen Präputium (lange Vorhaut auf der einen Seite, Fehlen der Vorhaut auf der anderen Seite) oder einem Hodenhochstand (Maldescensus testis) abhängig. Neben kosmetischen und psychischen sind funktionelle Gesichtspunkte wie erschwerte Miktion oder Immissio oft beschwerdeführend.
Da früher – und möglicherweise auch heute noch – nicht bei allen Kindern die Hypospadie korrigiert wurde, muss man damit rechnen, auch erwachsene Patienten mit dieser Fehlbildung zu sehen. In der Regel erlebt man diese „Überraschung“ beim Legen eines transurethralen Blasenkatheters. Die Patienten fühlen sich gesund und haben häufig auch gesunde Nachkommen. Inwieweit im Einzelfall dann ein Krankheitswert vorliegt, muss individuell entschieden werden. In Einzelfällen (proximalen Formen) ist eine endokrinologische und chromosomale Abklärung indiziert.

## Entstehung
Die Urethra entsteht beim Mann im ersten Schritt, wenn sich die Urogenitalspalte gegen Ende des dritten Schwangerschaftsmonats schließt. Sie reicht zu diesem Zeitpunkt noch nicht bis zur Spitze des Penis. Der distale Abschnitt der Urethra bildet sich im vierten Schwangerschaftsmonat (SSM) durch Zellen des Ektoderm, die zuerst einen Epithelstrang bilden, der auf den Hohlraum, den die Harnröhre zu diesem Zeitpunkt bildet, zuwächst. In einem zweiten Schritt kanalisiert sich dieser Strang und bildet dann unter physiologischen Bedingungen den Meatus externus, der in der Glans penis mündet. Bei der Frau verschmilzt die Urogenitalspalte nicht vollständig.
Tritt während der Bildung eine Unterbrechung in der Entwicklung des Meatus externus auf, so entsteht eine Hypospadie. Je nachdem, in welchem Stadium der Entwicklungsstopp eintritt, wird die Schwere der Hypospadie bestimmt. Eine frühe Unterbrechung der Entwicklung führt zu einer proximalen, eine spätere Unterbrechung zu einer distaleren Form der Hypospadie.
Eine bestimmte Form der Hypospadie (PPSH) ist das Resultat eines genetischen Defekts, bei dem ein Enzym, die Steroid-5α-Reduktase, im Körper fehlt.

## Häufigkeit
Hypospadie kommt bei ca. 1:300 bis 1:1000 neugeborenen Jungen vor und ist damit als „häufig“ einzustufen. Viele leichtere Formen werden unter Umständen nicht diagnostiziert, da weder optische noch funktionelle Auffälligkeiten damit verbunden sind.

Die Ursachen einer Hypospadie sind nicht vollkommen geklärt. Jedoch wird davon ausgegangen, dass genetische, endokrinologische und teratogene Einflüsse eine Rolle spielen können. Auch die Einnahme von Progesteron (engl.: progesterone, Steroidhormon bzw. Geschlechtshormon) durch die Mutter in der Schwangerschaft könnte Einfluss haben. Einer Studie zufolge ist ein erhöhtes Aufkommen von Hypospadie bei untergewichtigen Frühgeborenen zu erkennen. Wahrscheinlich erfolgt die Entwicklungsstörung durch die gleichen Faktoren, die auch später zu einem Untergewicht und/oder einer Frühgeburt führen.
Die Enkel von Frauen, die mit DES, dem synthetischen Hormon zur Verhinderung von Fehlgeburten, behandelt wurden, haben ein 40- bis 50-mal höheres Risiko, eine Hypospadie zu entwickeln.
Dasselbe gilt für Landwirte, die Pestiziden ausgesetzt sind.

## Behandlung
Die Therapie besteht vorrangig in einer operativen Korrektur im 1. oder 2. Lebensjahr. In einzelnen Fällen kann begleitend eine hormonelle Stimulation notwendig werden. Eine relevante Meatusstenose (Verengung der Harnröhrenmündung) muss schon beim Säugling aus funktionellen Gründen beseitigt werden.
Der Eingriff selbst findet unter Vollnarkose statt und dauert je nach Schweregrad zwischen einer und vier Stunden. Bei schwereren Fällen können mehrere Operation notwendig sein, die mit mikrochirurgischen Techniken durchgeführt werden. Gegebenenfalls kann eine Schleimhauttransplantation z. B. aus der Mundhöhle notwendig sein.
Es gibt zahlreiche verschiedene Operationsverfahren. Die Kriterien für eine Operationsmethode richten sich nach der Peniskrümmung, der Lokalisation der Harnröhre, der Länge und der Beschaffenheit des Penis, der Größe der Präputialschürze und auch nach den persönlichen Erfahrungen des Operateurs.
Ziele eines chirurgischen Eingriffes:
- Streckung des Gliedes – Penisaufrichtung; hier ist darauf zu achten, dass zur Begradigung nicht die einfache Nesbit-Duplikatur durchgeführt wird. Diese verkürzt den Penis und führt nicht selten zu Schmerzen bei der Erektion.
- Rekonstruktion der Harnröhre und Harnröhrenendung an der Spitze der Eichel
- Möglichkeit eines normalen Urinierens und einer normalen Erektion
- Einen kosmetischen normalen Aspekt des Penis zu erreichen; speziell hierfür ist es wichtig, sich an ausgewiesene Spezialisten zu wenden. Es ist zu bedenken, dass die Hypospadie, da in der Regel früh erkannt und behandelt, für die Kinder eine geringe Belastung darstellt, ein im Anschluss an ein Standardverfahren ästhetisch unansehnlich gewordener Penis jedoch für den betreffenden Mann Jahrzehnte Scham und Zurückgezogenheit bedeuten kann.

Die Komplikationsrate nach einer Operation ist verhältnismäßig hoch und reicht von 5 bis 30 Prozent (die meisten Vorfälle, die sich vor mehr als zwanzig Jahren ereigneten, waren auf eine falsche Platzierung des Harnableitungskatheters zurückzuführen).

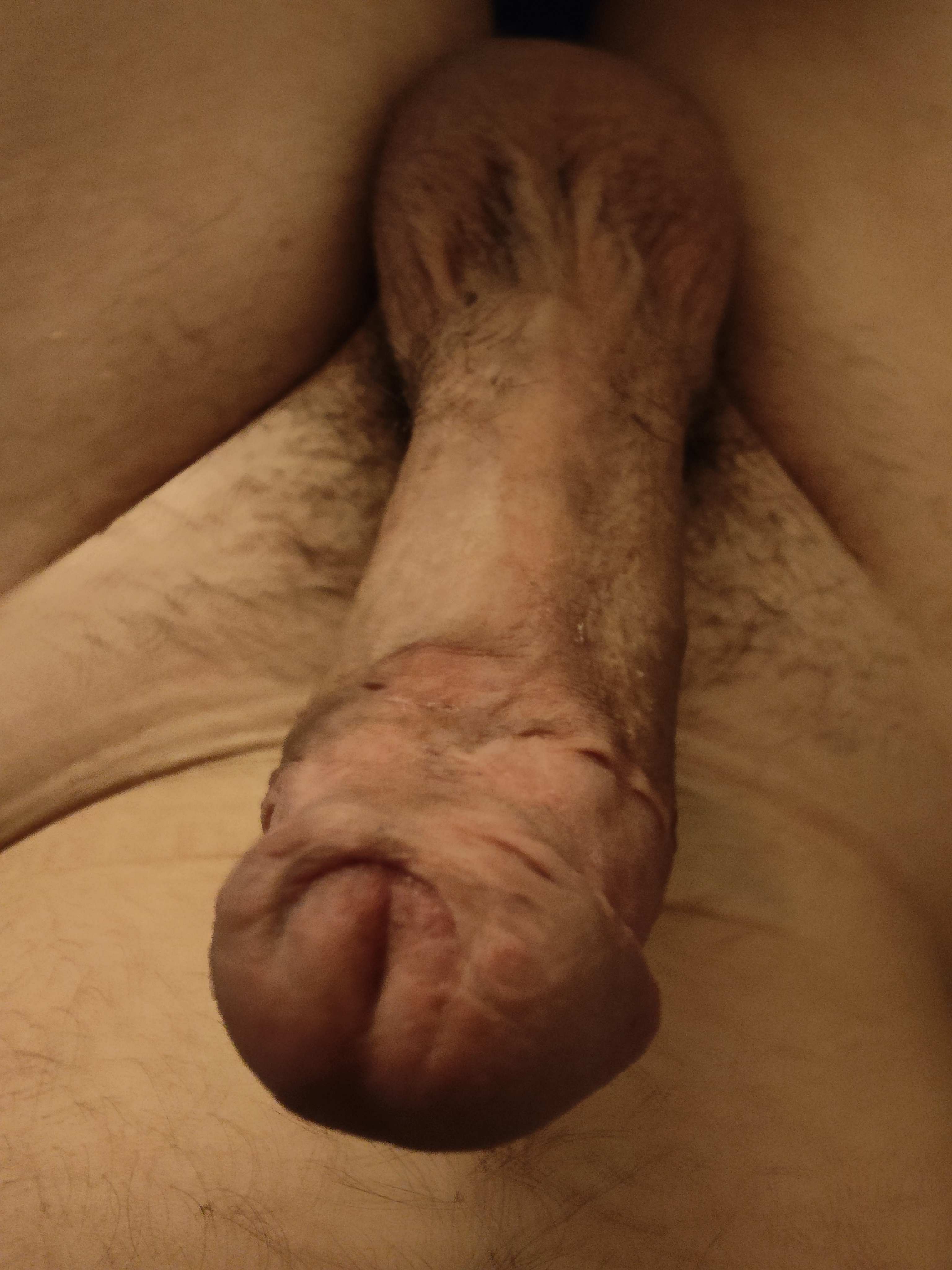

Sie ist abhängig vom Schweregrad der Hypospadie, der Erfahrung des Operateurs, der gewählten Vorgehensweise und der medizinischen sowie pflegerischen Nachbetreuung. Mögliche Frühkomplikationen nach der Operation sind übermäßige Schwellungen, Nachblutungen, Transplantatuntergang, Harnröhrenverengung, erneute Penisverkrümmung, Penisverkürzung und Wundheilungsstörungen. Die häufigsten Spätkomplikationen sind dabei Fistelbildung, Harnröhrenstriktur und Restverkrümmung.
Die Operation ist in Deutschland gem. dem am 22. Mai 2021 in Kraft getretenen § 1631e BGB bei nicht einwilligungsfähigen Intersexuellen Kindern grundsätzlich nur noch mit Genehmigung des Familiengerichts zulässig (vgl. Seiten 27 und 29 des Gesetzentwurfs).
Die meisten Chirurgen operieren Hypospadien vor der Pubertät, um psychische Probleme in der Schule oder beim Sport zu vermeiden. Kinder neigen dazu, ihre Deformität zu verbergen, insbesondere wenn ihr Penis klein oder gekrümmt ist, und Eltern raten ihnen oft, ihren Freunden aus verschiedenen Gründen nichts davon zu erzählen.
Aufgrund der unvollständigen Entwicklung des Penis injizierten viele Chirurgen humanes Choriongonadotropin, um den Penis zu vergrößern und so Operationen zu erleichtern.

Es ist wichtig, diesen psychologischen Aspekt mit Kindern und Eltern zu besprechen. Dies war vor über 20 Jahren nicht der Fall.

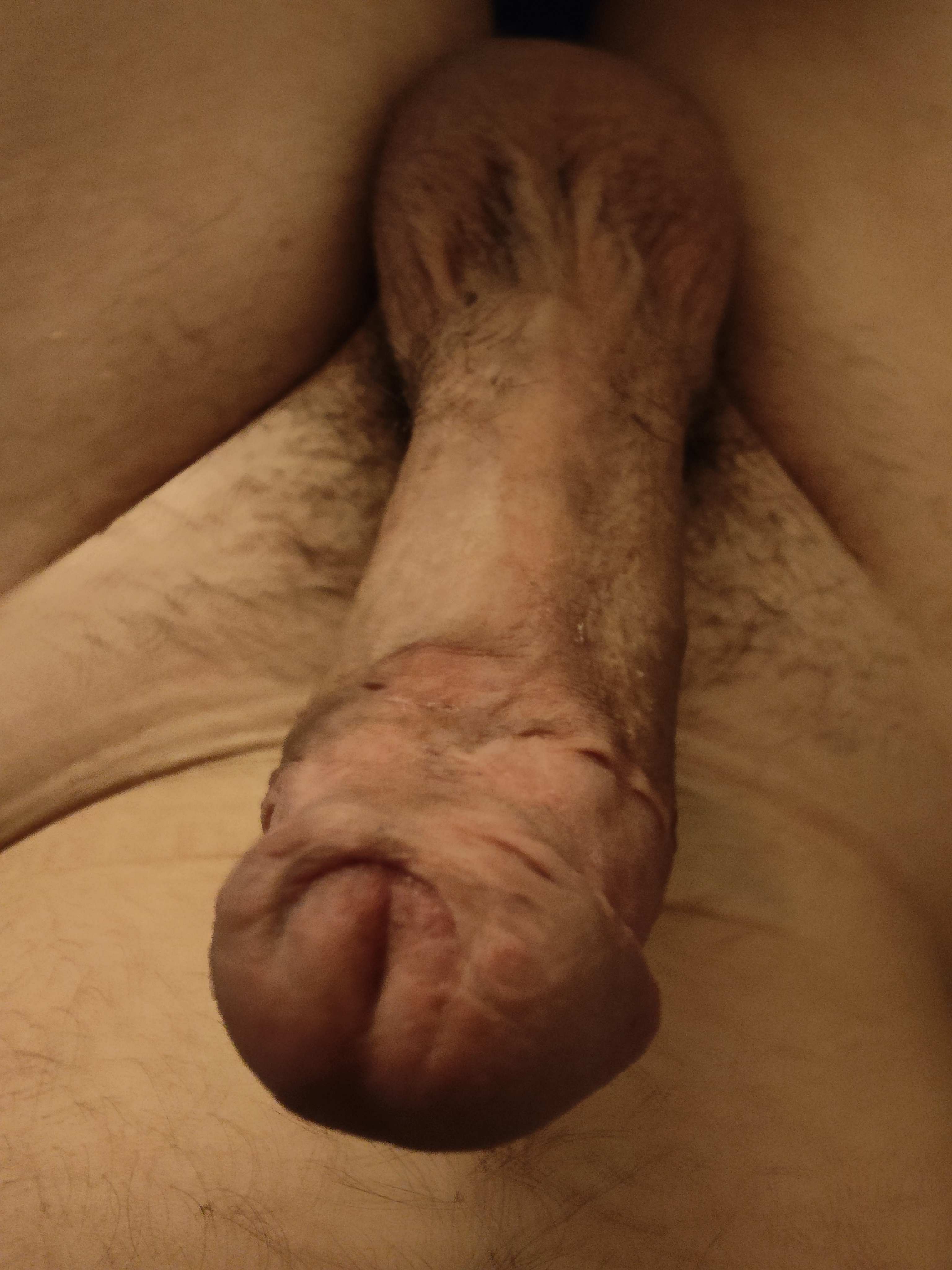
Distale Hypospadie: Bei diesem Penis wurde das Frenulum entfernt und teilweise dazu verwendet, die Harnröhrenmündung zur Eichel hin zu versetzen.

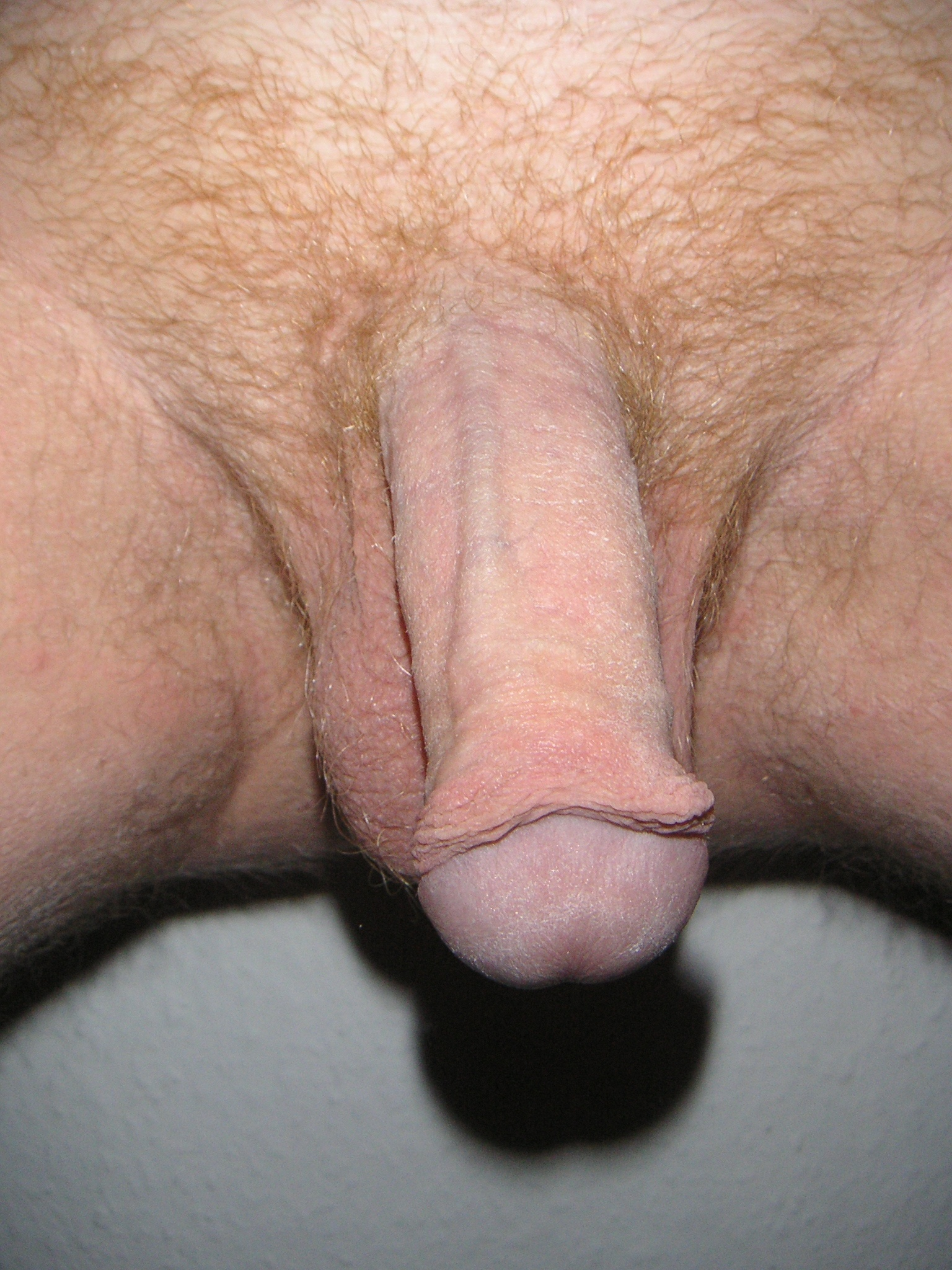
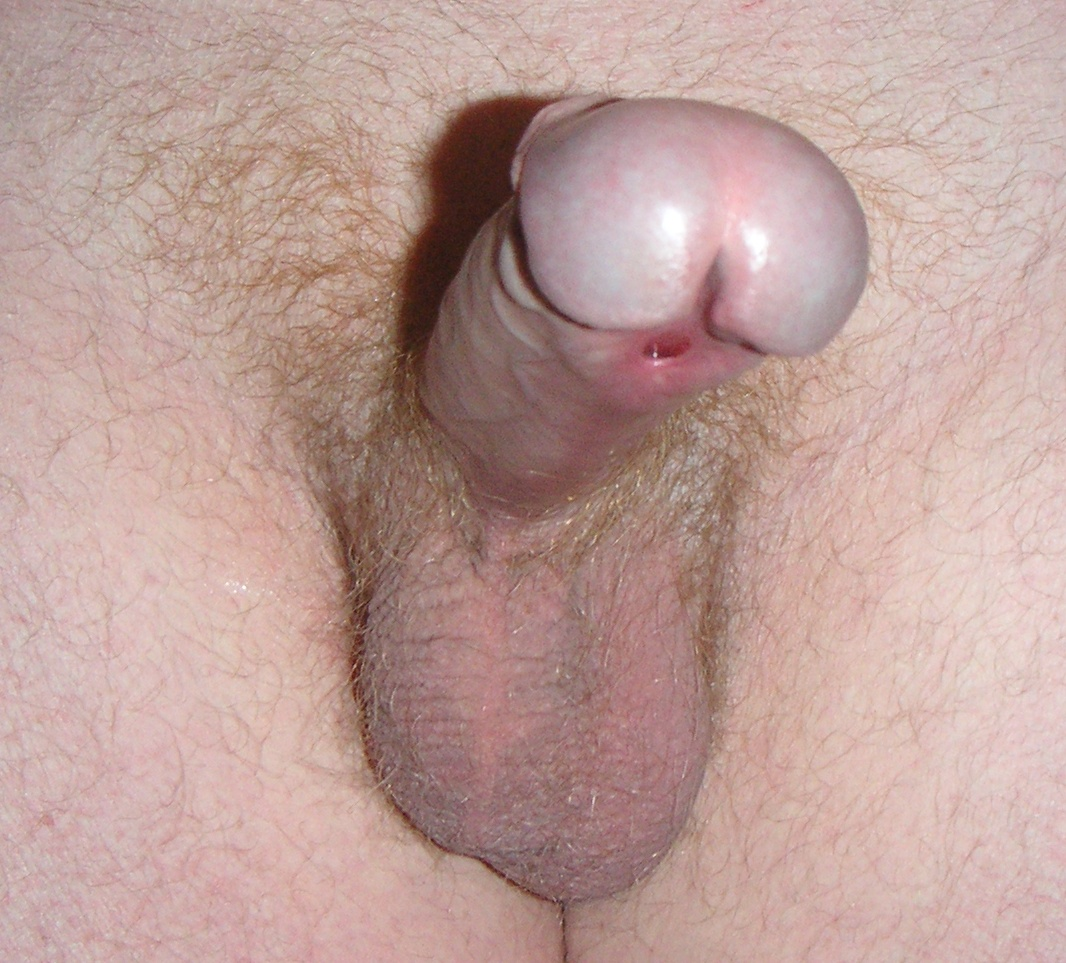
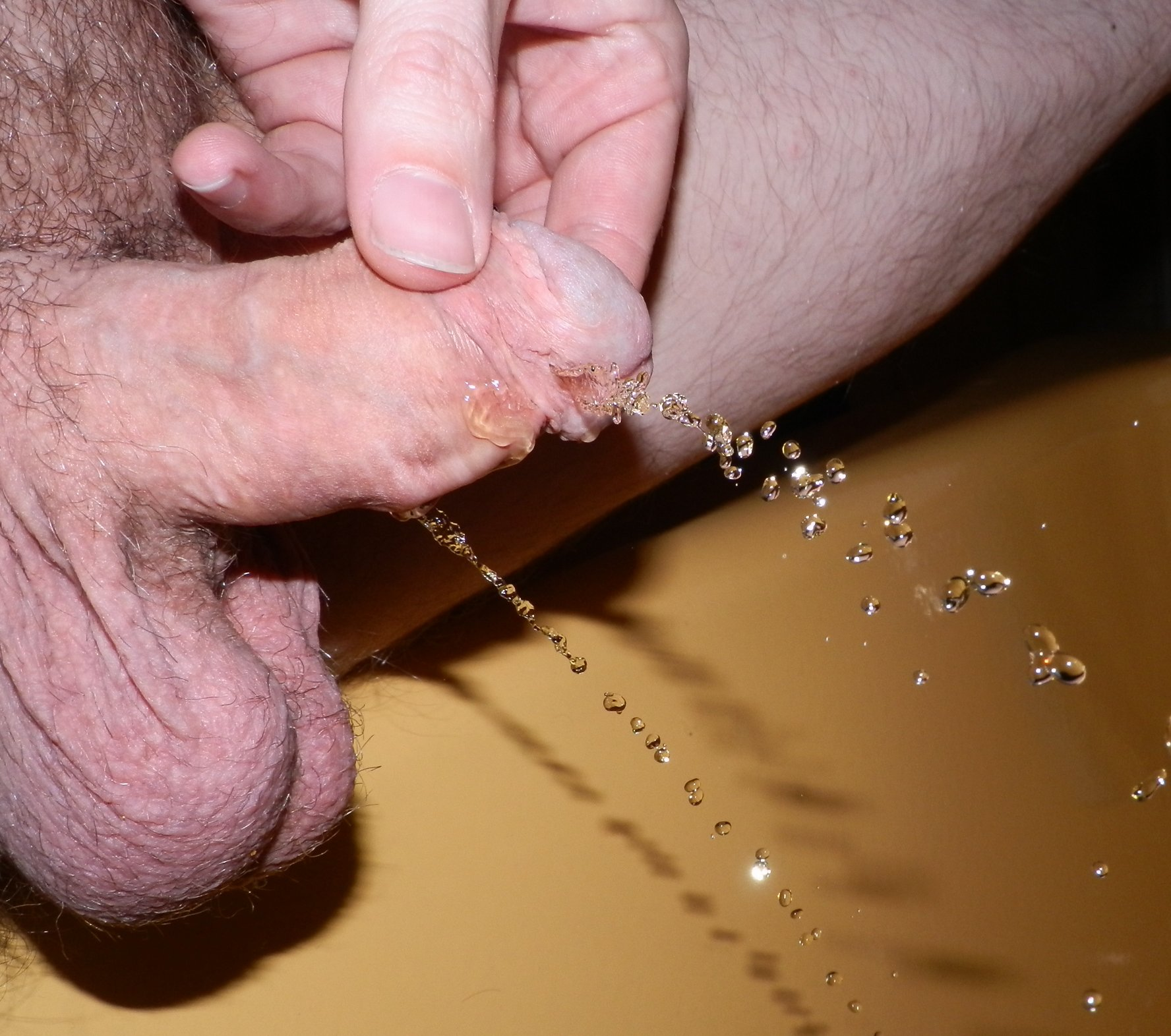
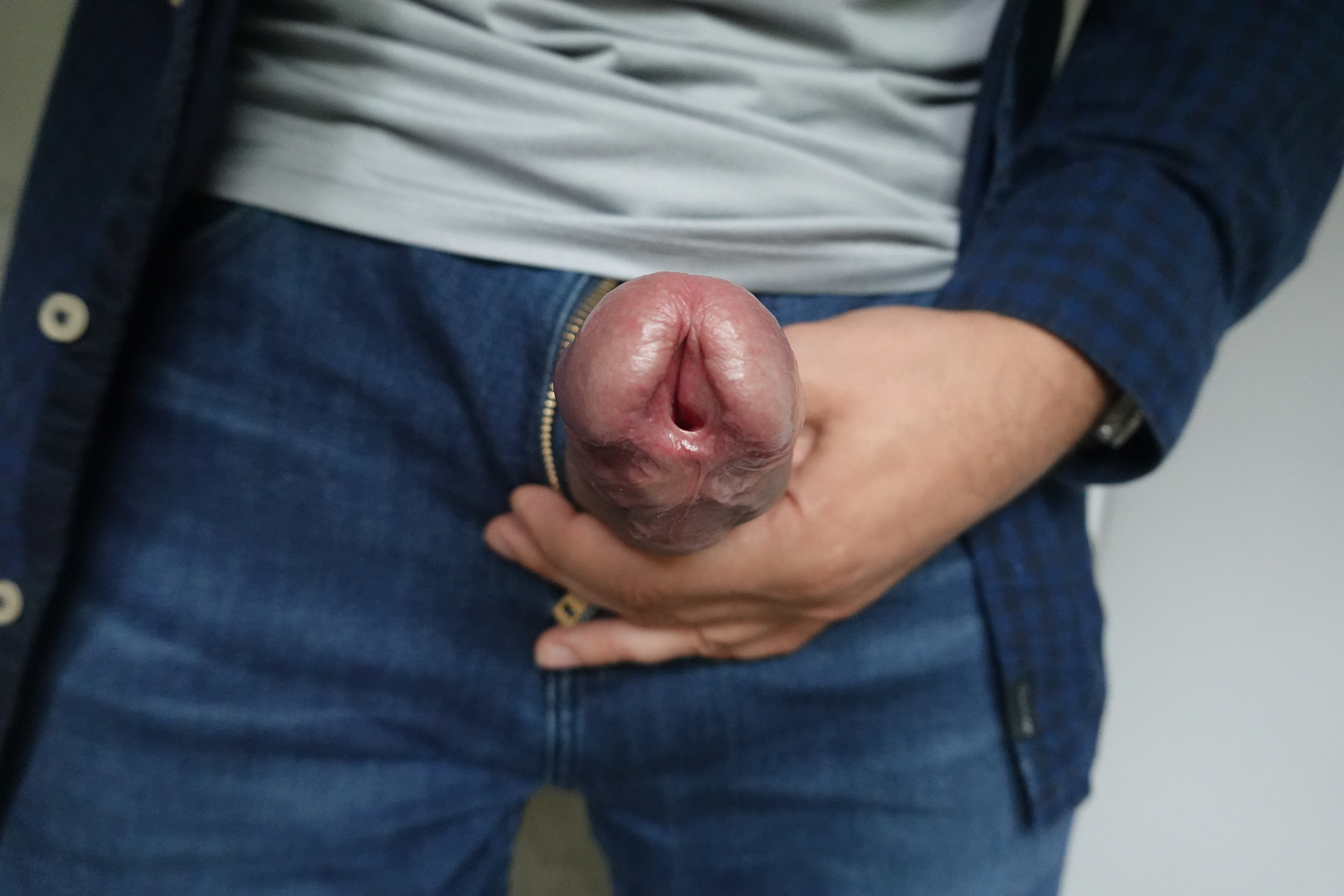
Megameatus Intact Prepuce – Variante der glandulären Hypospadie

## Im Rahmen von Syndromen
Bei einigen Syndromen kann die Hypospadie als Merkmal mit auftreten wie beim McKusick-Kaufman-Syndrom, dem Naguib-Richieri-Costa-Syndrom oder dem N-Syndrom.
Bedeutung kinderchirurgischer Kongresse für die technologische Entwicklung und aus ethischer Sicht
Das 1967 von der Pariser Gesellschaft für Kinderchirurgie organisierte Symposium für Kinderchirurgie zum Thema Hypospadie in Paris spielte eine wichtige Rolle. 3.459 Fälle von Kindern mit verschiedenen Varianten dieser Fehlbildung wurden auf diesem Symposium analysiert.
Die verschiedenen Behandlungstechniken für Hypospadien (Leveuf, Duplay, Obrédanne, Mathieu und ihre Varianten, Browne, Cahuzac usw.) wurden analysiert. Alle zeigten eine signifikante Anzahl von Fisteln bei etwa 22 % der betroffenen Kinder (9 % balanische Hypospadien, 28 % mittelschwere Hypospadien, 27 % hintere Hypospadien, darunter eine signifikante Anzahl von Fisteln, die mehrere Reoperationen erforderten). 
Diskussionen auf dem Symposium zeigten, dass die überwiegende Mehrheit der Chirurgen den Harnableitungskatheter im Dammbereich platzierte.
Einige Chirurgen erklärten, dass sich aufgrund von Kalkablagerungen im Urin manchmal Fisteln bildeten, die den Katheter verstopften. Der Druck des Urins öffnete dann den zuvor vernähten Harnkanal wieder, was sehr schmerzhaft und psychisch belastend war.
Einige Chirurgen verabreichten daher Fruchtsäfte, um dieses Risiko zu minimieren (Professor Bartrina).
Ein Chirurg erklärte, dass im Bretonneau-Krankenhaus bei balanischer Hypospadie kein Katheter gelegt wurde (Professor Bourreau). Die Chirurgen, Professor Van der Meulen und Professor Bourreau, erklärten, dass sie den Katheter bei Bedarf nicht im Perineum, sondern im Neomeatus platzierten. Dies ist heute tatsächlich die am häufigsten angewandte Technik, außer wenn die Morphologie des Kindes dies erfordert. Seit dem Symposium von 1967 ist die Zahl der Fisteln in Frankreich deutlich zurückgegangen.
Mehrere Abteilungsleiter betonten die Bedeutung des Operationsalters, vorzugsweise vor dem 12. Lebensjahr, um pubertätsbedingte psychische Störungen zu vermeiden (Professor Pellerin), und verwiesen auf psychologische Studien an Kindern, die sich einer Operation zur Bestimmung ihrer Schulreife unterzogen hatten (IQ-Analyse, Binet-Tests), insbesondere Student-t-Tests.
Einige diskutierten die Notwendigkeit, bestimmte Medikamente auf Grundlage der Empfehlungen der Französischen Akademie für Chirurgie zu vermeiden, ohne jedoch eine vollständige Liste vorzulegen (Professoren Bourreau und Chigot).
Der Organisator und Präsident des Symposiums, Professor Barcat, betonte die Notwendigkeit, den Mangel an diagnostischen Fähigkeiten und Ausbildung bei Chirurgen anzugehen, um die vielen schädlichen Komplikationen für Kinder zu bekämpfen.
Das Symposium fand vor dem Hintergrund veränderter Mentalitäten und Verbraucherverhaltensweisen in den 1960er Jahren statt. Dies regte zum Nachdenken über die Rolle von Kindern im Marketing,arbeit von James McNeal (Children as Consumers, 1964, Bureau of Business Research, University of Texas) und als Subjekte medizinischer Rechte an. In Frankreich wurde am 11. März 1968, wenige Monate nach dem Symposium, das Gesetz zur Computerisierung von Patientenakten verabschiedet. Dies ermöglichte mehr Transparenz in der medizinischen und chirurgischen Versorgung und eine effizientere Organisation der Krankenhausversorgung.
(Hinweis: Die ersten Arzneimittel für Kinder erschienen erst nach 1998 aufgrund von Richtlinien des Europäischen Parlaments und der Europäischen Verordnung (EG) Nr. 1901/2006 über Kinderarzneimittel.)
Dieses Symposium nimmt daher einen wichtigen Platz in der Geschichte der Kinderchirurgie und in ethischer Hinsicht ein, da es das Leid, das Kindern durch unangemessene oder schlecht kontrollierte Techniken entstehen kann, sowie ihr psychisches Wohlbefinden berücksichtigt.